# Kieft (boek)
Kieft is een biografie over het leven van ex-voetballer en tv-persoonlijkheid Wim Kieft. Het boek werd geschreven door Michel van Egmond en won in 2014 de NS Publieksprijs. Een jaar eerder had Van Egmond de prijs al eens gewonnen met de biografie Gijp. In het boek erkent Kieft dat hij achttien jaar lang verslaafd was aan alcohol en cocaïne, zoals in januari 2015 werd onthuld door dagblad De Telegraaf en weekblad Privé, terwijl hij op dat moment al bezig was met de interviewsessies met Van Egmond om voor het manuscript van het boek zijn verhaal te doen.
Het boek bestaat uit een reeks interviews in hoofdstukken met flashbacks grotendeels in vraag- en antwoordvorm.

## Inhoud
In de biografie Kieft gaat Wim Kieft dieper in op zijn carrière bij onder meer Ajax, PSV, de Italiaanse clubs Pisa en Torino, het Franse Bordeaux en het Nederlands elftal en het succes en de druk die daarmee gepaard gingen. Daarnaast bespreekt de tv-persoonlijkheid uitgebreid hoe zijn leven na het voetbal overschaduwd werd door zijn drugsverslaving. Elk hoofdstuk opent met een passage uit het Stappenwerkboek van de door hem bezochte zelfhulpgroep Narcotics Anonymous.

## Succes
Het boek werd op 19 november 2014 bekroond met de NS Publieksprijs. De winnaar werd bekendgemaakt in het tv-programma De Wereld Draait Door. Kieft bedankte na afloop schrijver Michel van Egmond, zijn moeder en zijn kinderen. Van Egmond, die de prijs een jaar eerder ook al  gewonnen had met het boek Gijp, werd de eerste auteur die de NS Publieksprijs twee jaar na elkaar wist te winnen. Op 24 april 2015 werd het boek in Nederland ook uitgeroepen tot het sportboek van het jaar. In 2018 verscheen er met Wim Kieft. De terugkeer een vervolg op het boek.